# Compartiment (paiantă)

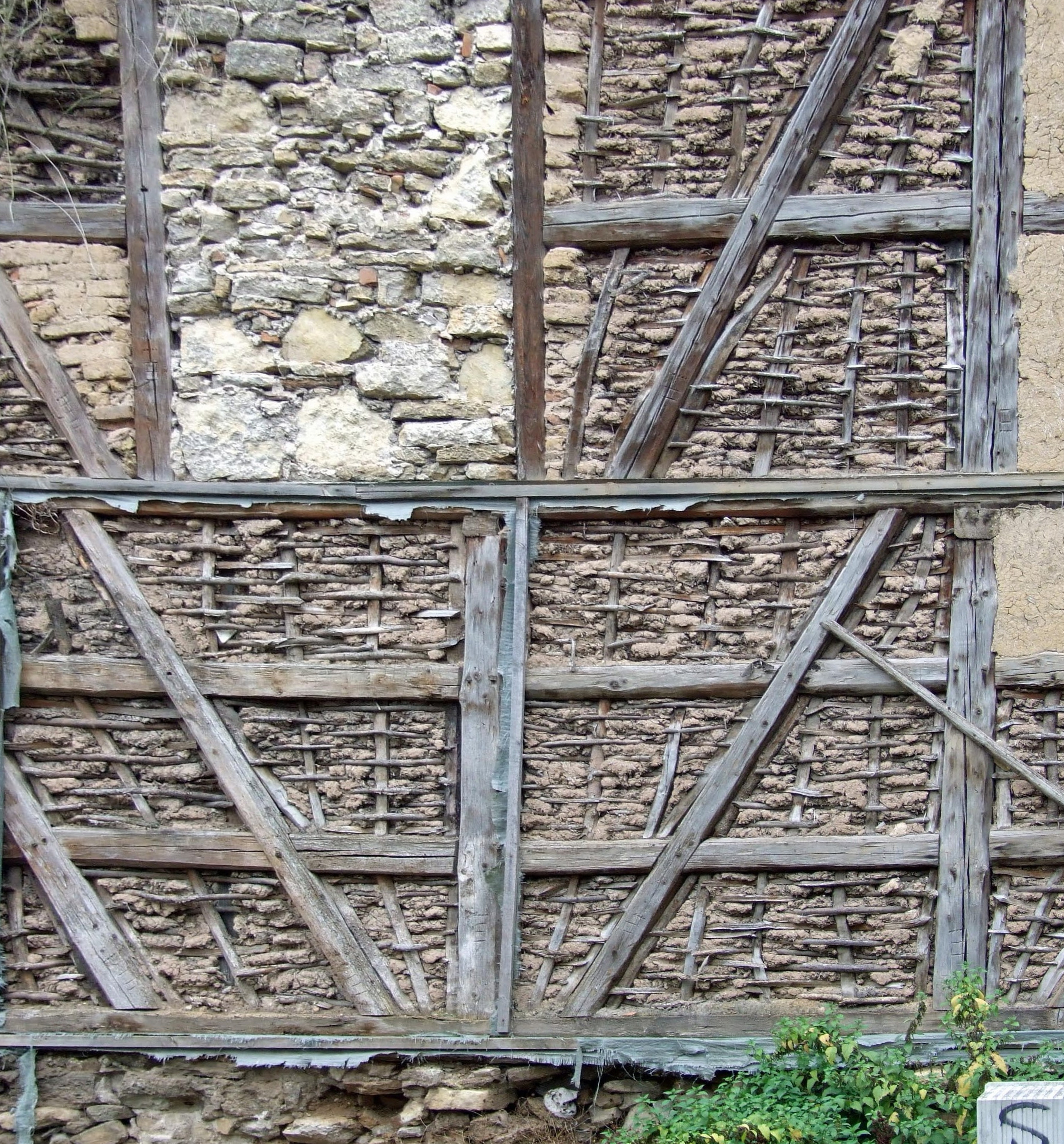
Compartiment cu împărțire diferențiată: împletitură de nuiele și piatră naturală. Tencuiala aplicată anterior se mai păstrează doar sus în extrema dreaptă.

În construcția caselor de paiantă, un compartiment se referă la zona dintre grinzile de lemn ale unui perete, care poate fi o fereastră, o ușă sau este un spațiu închis cu umplutură de chirpici, zidărie sau alte materiale.

## Umplutura
Umplerea compartimentelor a fost efectuată în diferite moduri, în funcție de perioada, regiunea și disponibilitatea materialului:
- Zidărie vizibilă din cărămidă, cărămidă aparentă sau cărămidă de clincher, rareori cu cărămizi de lut nearse (chirpici).
- lemn
- tencuială peste umplutura cu cărămizi, cărămizi de chirpici, piatră spartă sau beton celular
- lipirea cu lut a compartimentului făcând mai întâi caneluri în marginile superioare și inferioare ale grinzilor orizontale. În caneluri pot să fie:
  - se înțepenesc bețe verticale de lemn, care sunt împletite cu ramuri de salcie și acoperite cu lut, sau
  - Bețele sunt mai întâi înfășurate cu un amestec de paie-argilă, apoi împinse în caneluri având formă ondulată și, în final, se creează o suprafață netedă cu o umpluturăe de argilă (tencuială de argilă).

Problematică este starea vremii, deoarece fiecare ploaie puternică duce la pătrunderea umidității în pereți și ca urmare, la dilatarea și contracția ulterioară a grinzilor de lemn. Un mortar de var deosebit de moale poate absorbi aceste mișcări și, datorită capilarității sale ridicate, asigură uscarea rapidă a lemnului. Cu toate acestea, mortarul de var durează câtva timp pentru a se întări și poate fi spălat de ploaia abundentă. În mod tradițional, părțile vulnerabile împotriva intemperiilor erau protejate prin placare sau cel puțin o ieșire mai mare a acoperișului de la perete.
Umplutura este de obicei asigurată în compartiment prin caneluri tăiate anterior pe partea interioară a grinzilor de lemn sau cu șipci de secțiune triunghiulară bătute în cuie. Pentru a obține o etanșeitate suficientă între umplutura compartimentului și grindă, se poate așeza o bandă de etanșare (de exemplu, Compriband) care poate fi plasată sub șipci înainte de a le bate în cuie sau de a le înșuruba.

## Feluri de compartimente

### Compartimentări cu lemn
Drepturile de folosire a lemnului acordate în libertățile montane au făcut din lemn cel mai ieftin material de construcție din Harzul Superior, motiv pentru care casele din orașele de munte de acolo erau construite în principal din lemn. Alte materiale de construcție au trebuit să fie importate de la poalele Harzului cu costuri mari și, prin urmare, au fost utilizate cumpătat. În Harzul superior, umplerea pereților compartimentelor create în construcțiile de paiantă nu se putea face pur și simplu folosind metoda tradițională de construcție din lut. Nu a putut fi extrasă o cantitate suficientă de argilă din solurile pietroase din acea zonă. Pereții de lut erau, de asemenea, vulnerabili la ploile frecvente. În locul acesteia, ca umplutură pentru pereți a fost folosit lemnul de import. Aceșta era fasonat de dulgheri în fuștei de lemn scurți, colțoși, realizați din lemn rotund, care erau așezați orizontal în compartimente unul peste altul. Rosturile au fost sigilate cu un amestec de mușchi și bălegar de vacă. Casele astfel construite aveau pereți solizi din lemn, care au fost totuși expuși intemperiilor și au putrezit rapid în condițiile climei muntoase. De aceea s-a hotărât dotarea cadrelor cu o fațadă, care constă din scânduri de lemn care erau montate fie vertical, fie orizontal.

### Compartimentări cu cărămidă
Cărămizile unei umpluturi erau zidite cu mortar de lut sau de var și rostuite la îmbinări cu mortar de var. În nordul Germaniei, umpluturile de cărămidă sunt de obicei realizate ca zidărie aparentă, uneori chiar cu plasarea decorativă a cărămizilor, rezultând umpluturi decorative cu ornamente. În manualul său de construcție din lemn din 1900, Hans Issel a descris „compartimentele din cărămidă cu modele” ca fiind mai ieftin decât structurile cu modele ornamentate din lemn. Arată de asemenea, că „îmbinarile înzăpezite” din mortar de gips au fost folosite pentru a crește efectul de model și pentru a crea un contrast de culoare mai puternic cu cărămizile roșii.

Exemple de umpluturi de cărămidă
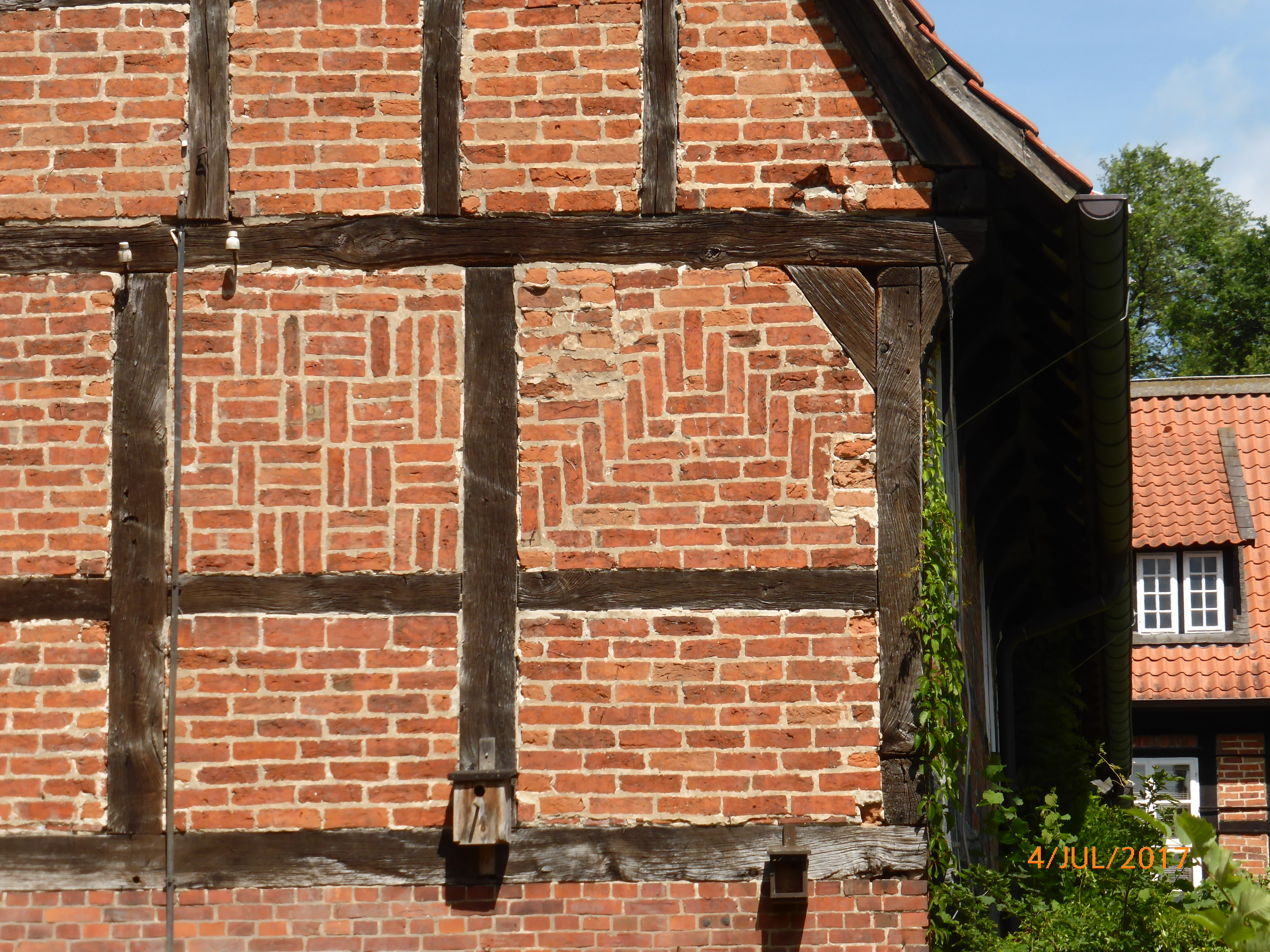
Abația Wienhausen
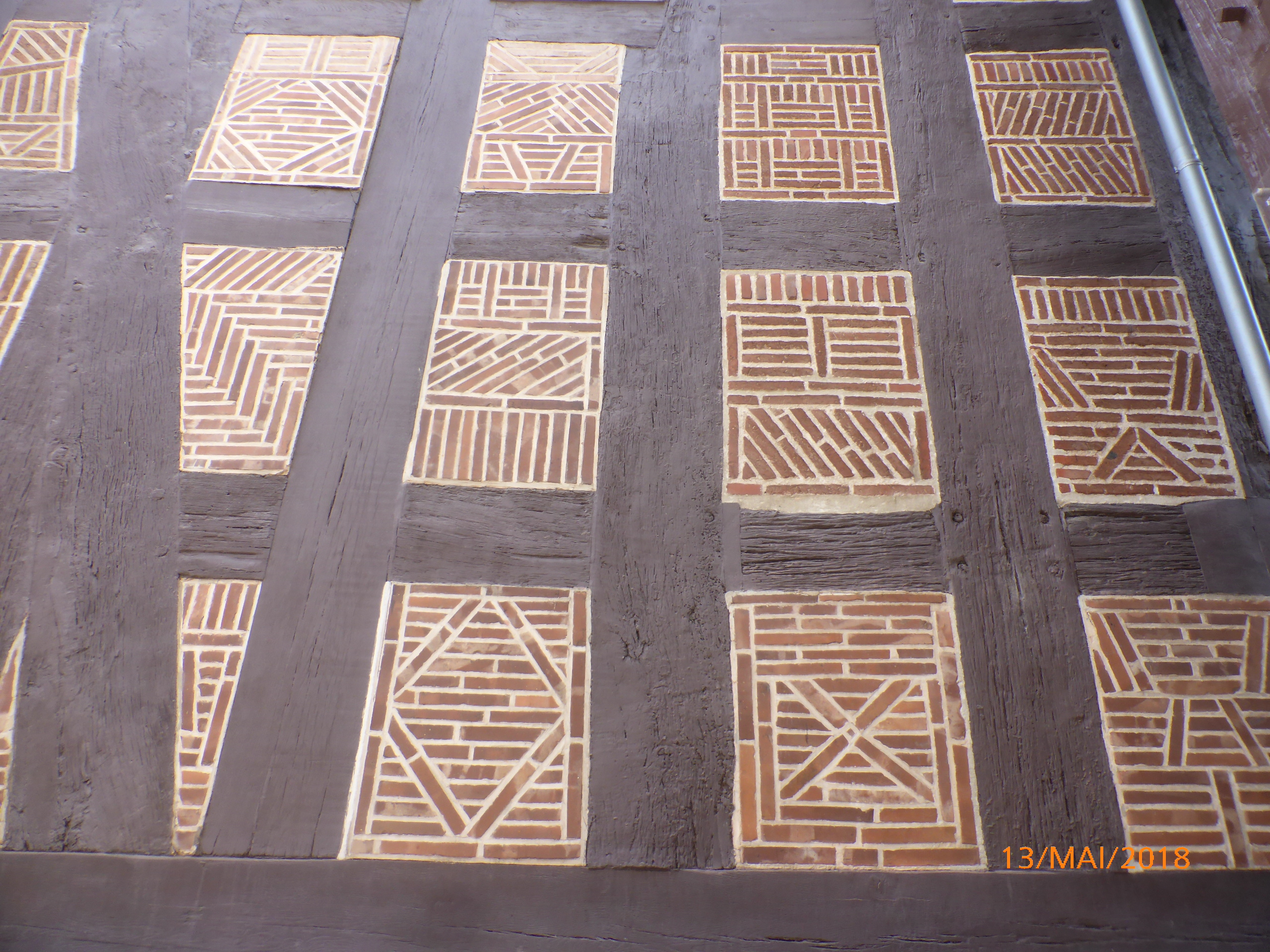
Primăria Frankenberg (Eder)
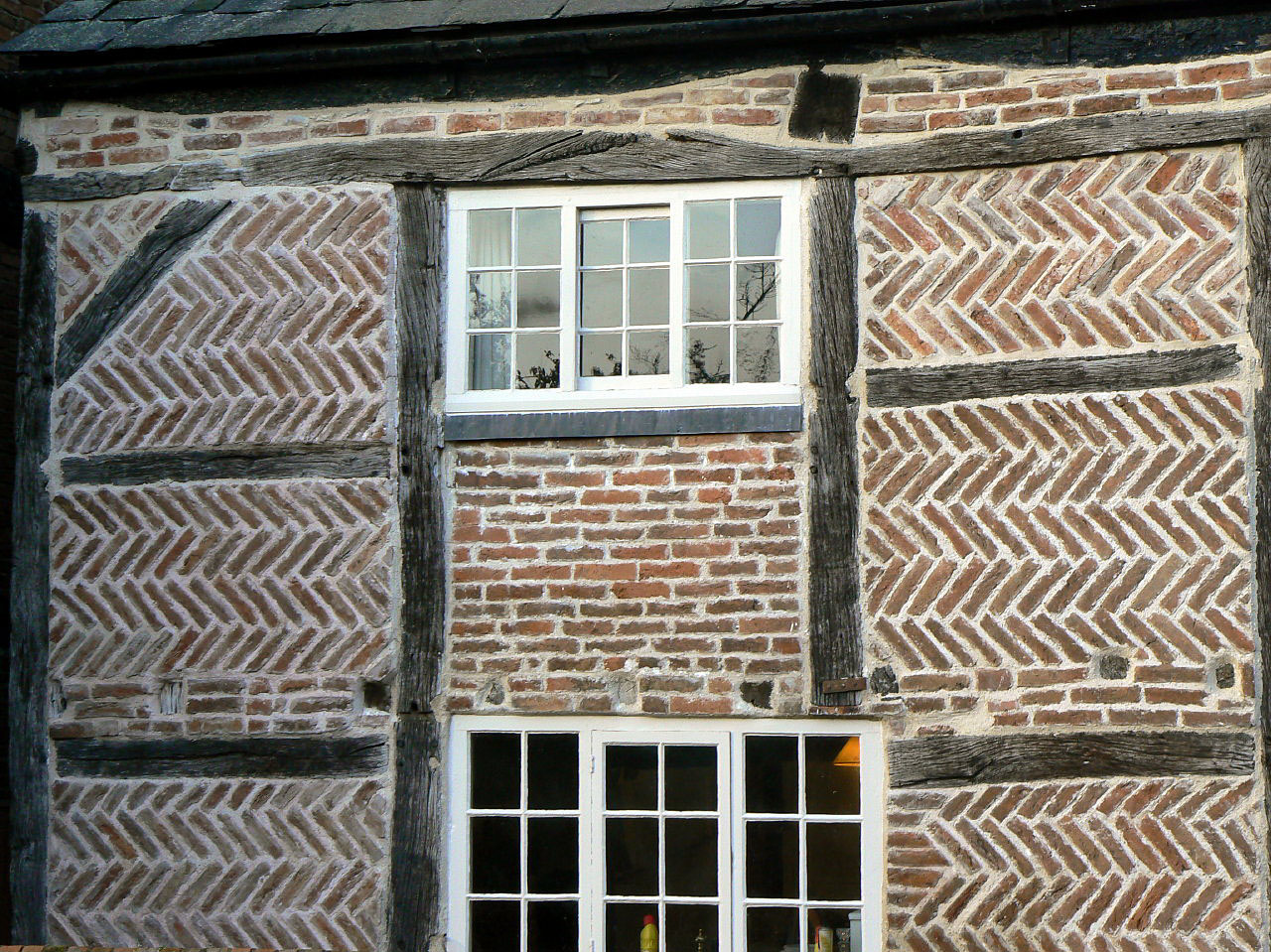
Compartimente decorative din caramidă (Hoton, Leicestershire)
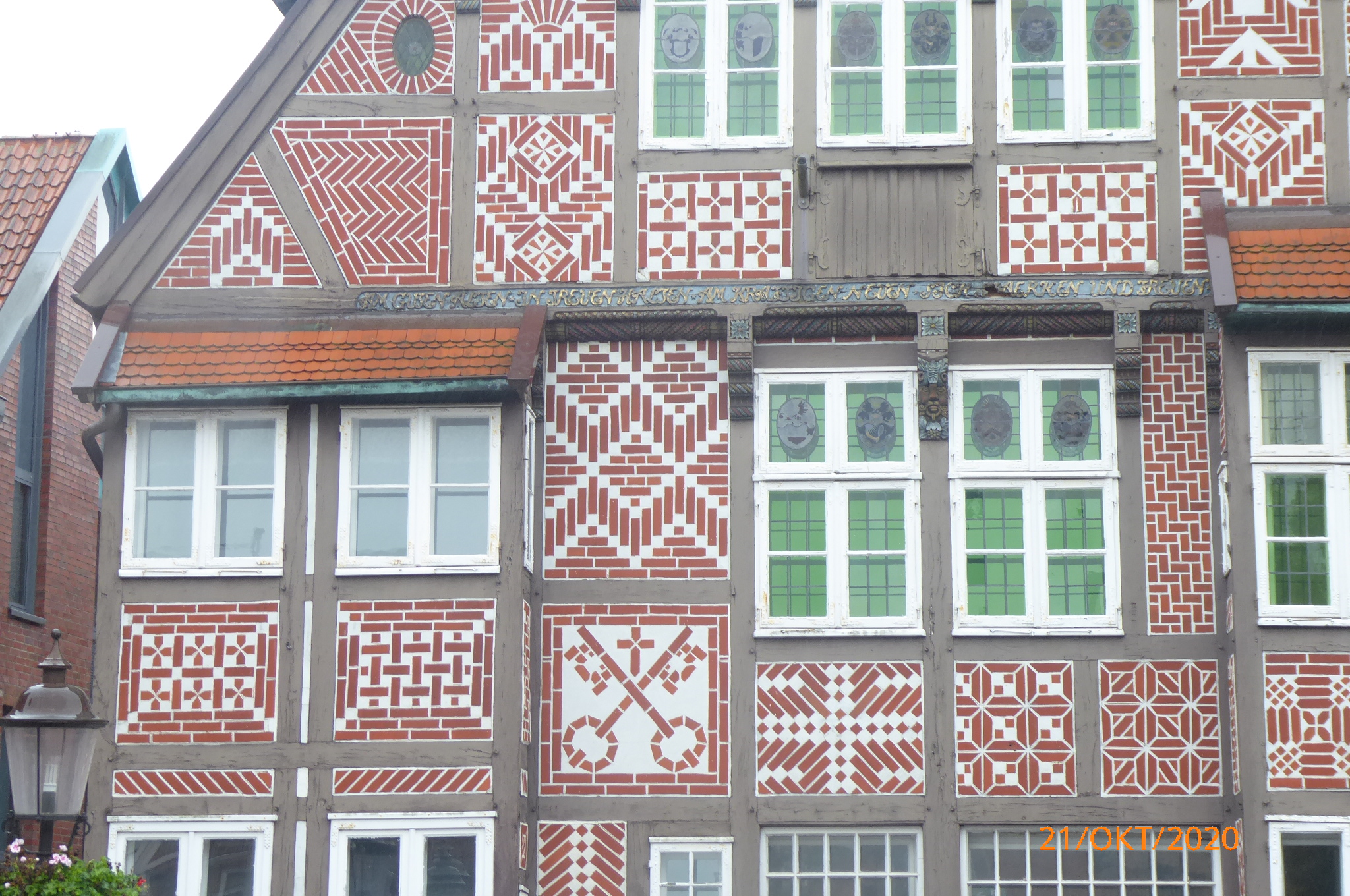
Buxtehude, St. Petri-Platz 9
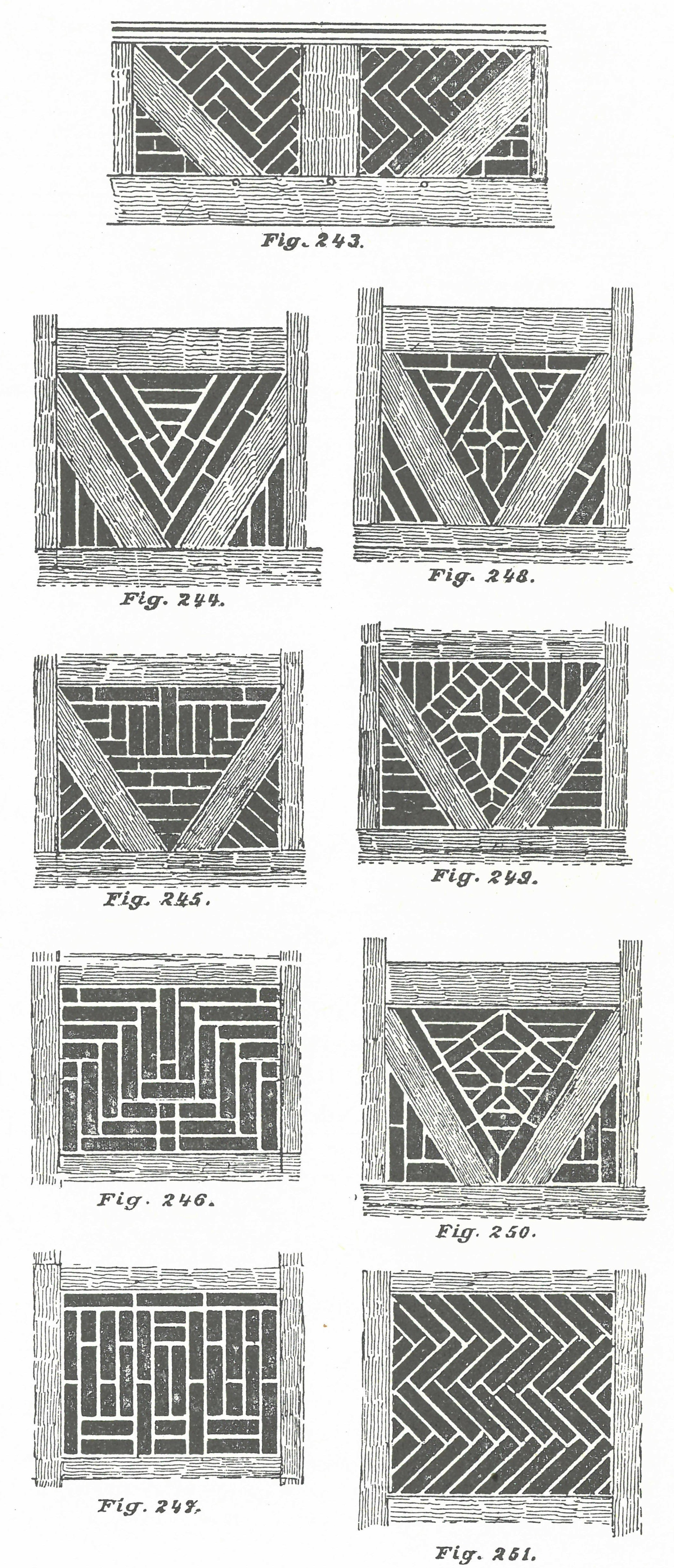
Umpluturi decorative (manual din 1900)[4])

### Compartimentări cu chirpici
Datorită efectului său de reglare a umidității, argila are un efect de conservare asupra lemnului cadrului de paiantă. Conținutul final de umiditate al argilei este mai mic decât cel al lemnului, astfel încât argila asigură ca lemnul să rămână uscat și să nu putrezească. În plus, cărămizile pot fi curățate cu ușurință de reziduurile de mortar în timpul lucrărilor de renovare și reutilizate.
Pentru stabilizare, se fac crestături în stâlpii peretelui de paiantă, astfel încât să existe o legătură cu aderență bună între mortar și lemn. Alternativ, în renovările moderne ale clădirilor vechi de paiantă, sunt bătute în cuie șipci triunghiulare pe stâlpi sau sunt bătute cuie galvanizate în stâlpi la înălțimea rostului. Deoarece mortarul și lemnul își pierd o parte din volum pe măsură ce se usucă, umplutura ar putea fi slăbită în compartiment și ar putea forma rosturi apreciabile.

### Compartimentări cu lut
Țărusul de lut este o bucată alungită de lemn despicat cu diferite secțiuni transversale. Este prins vertical între grinzile orizontale. Astfel, acestea sunt denumite lemn de paiantă.
Pentru a ancora țărușii de lut, se utilizează o teslă pentru a crea o canelură în partea superioară a grinzii inferioare, de ex. o talpă și fie adâncituri individuale, fie o canelură continuă în partea inferioară a grinzii superioare.
Țărușii sunt apoi acoperiți în mai multe straturi prin stropire cu argilă cu paie (mortar de argilă) și apoi tencuiți. În unele regiuni, țărușii sunt împletiți cu ramuri de salcie sau alun în forma unui gard de împletituri.

Exemple de compartimentări cu lut
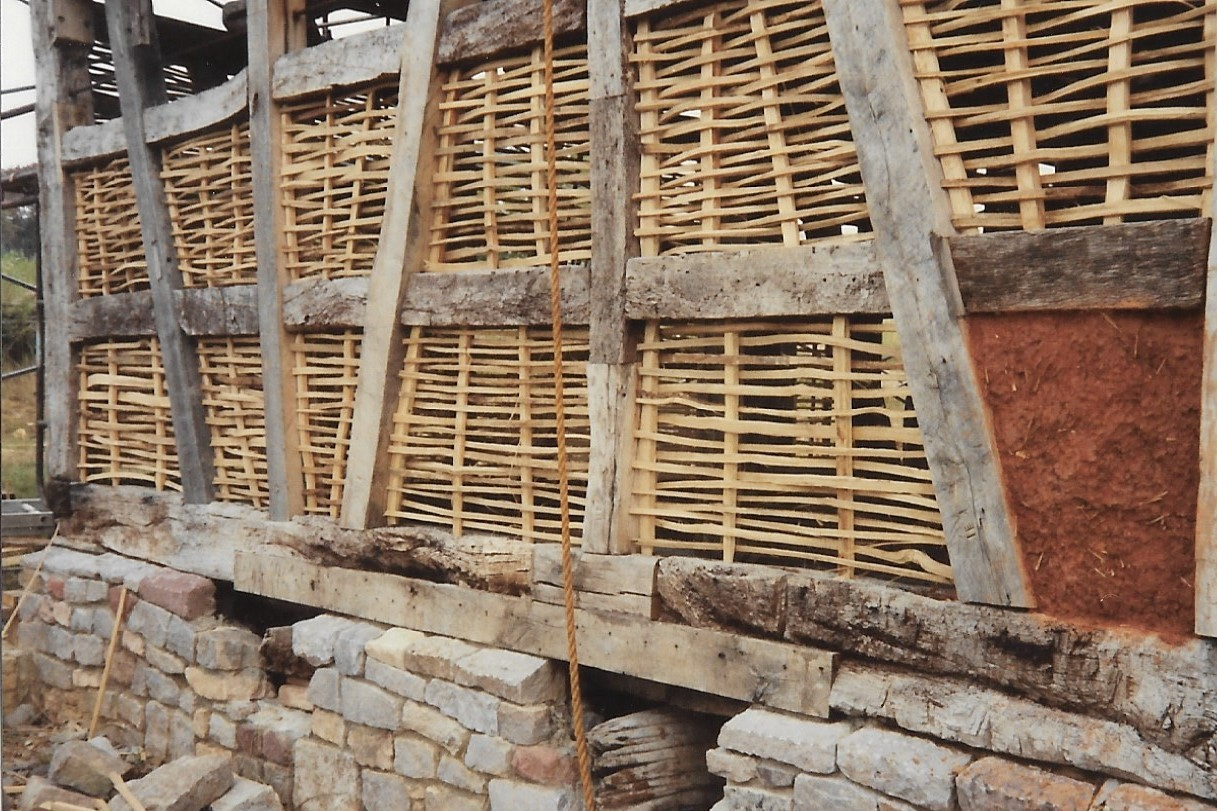
Compartiment cu țăruși noi și împletiți, înainte de stropit cu lut
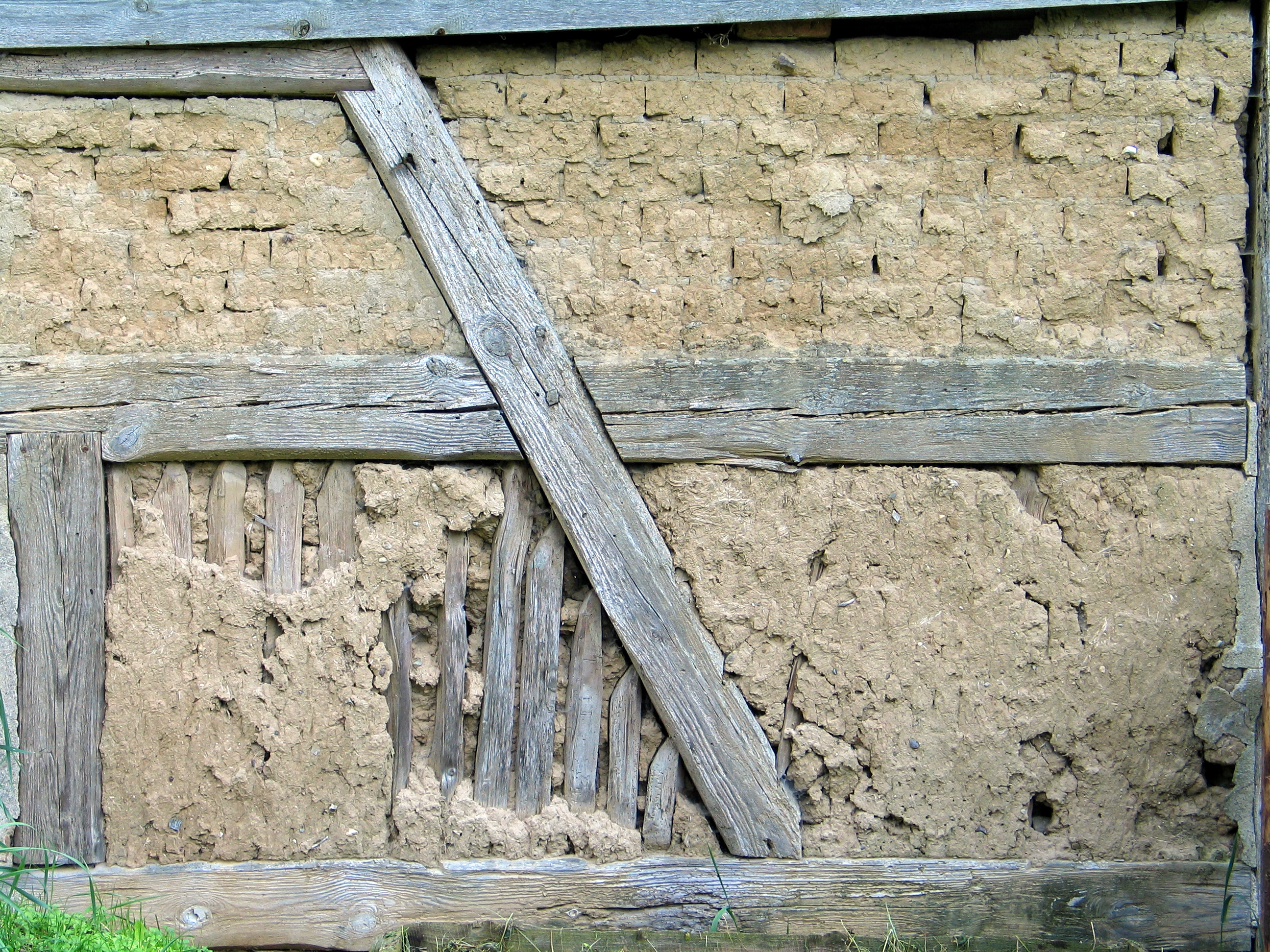
Compartimentări cu lut, sus cu chirpici, jos cu stricăciuni de ploaie și intemperii